# Arbedo-Castione
Arbedo-Castione är en kommun i distriktet Bellinzona i kantonen Ticino, Schweiz. Kommunen har 5 108 invånare (2023).
Kommunen består av orterna Arbedo och Castione.